# Ejido Santa María Tianguistenco
Ejido Santa María Tianguistenco, även Ejido el Rosario är en ort i Mexiko, tillhörande Cuautitlán Izcalli kommun i delstaten Mexiko. Ejido Santa María Tianguistenco ligger i den centrala delen av landet och tillhör Mexico Citys storstadsområde. Orten hade 925 invånare vid folkmätningen 2010.